# Death Race (jeu vidéo)
Pour les articles homonymes, voir Death Race.
Death Race est un jeu vidéo de course sorti le 1er avril 1976 sur borne d'arcade. Il a été conçu par Howell Ivey, concepteur chez Exidy. Death Race est basé officieusement sur un film sorti l'année précédente, La Course à la mort de l'an 2000 réalisé par Paul Bartel.
Il est le premier jeu vidéo controversé pour sa violence gratuite aux États-Unis. 500 unités du jeu ont été vendues, mais la production a été arrêtée à cause des protestations.

## Système de jeu
Le jeu consiste à écraser des « gremlins », qui se transforment alors en pierres tombales devenant un obstacle, dans un temps imparti entre 80 et 135 secondes .
À l'origine, le principe est de tuer le maximum de piétons en leur roulant dessus : cette image devenu trop négative pour les ventes obligea Exidy à remplacer les piétons par des « gremlins ». Ce changement n'intervint non pas sur les sprites mais sur l'histoire, le contexte du jeu : l'imagination faisait le travail...
L'imposante borne d'arcade est munie d'un volant pour la direction, d'un levier pour la marche arrière et d'une pédale pour l'accélération. Chaque joueur possède son équipement de conduite.
Le jeu est en 2D vue de dessus, intégralement en noir et blanc.
Un système de point catégorise le joueur ainsi : de 1 à 3 victimes, Chasseur de squelettes ; de 4 à 10 victimes, Casseur d'os ; de 11 à 20, Chasseur de gremlins ; plus de 21, Expert en pilotage.

## Développement
Il s'agit d'un principe de jeu et d'une borne d'arcade basé et réutilisé du jeu Destruction Derby conçu par Exidy pour Chicago Coins : « J'ai réalisé que je pouvais changer les voitures de Destruction Derby par des personnes. Quand le joueur les écrase, comme je ne pouvais pas afficher de cadavres, j'ai fait le symbole d'une croix. C'est ainsi que Death Race est né ».

## Controverse
En juillet 1976, la journaliste Wendy Walker de l'Assocciated Press découvre par hasard une file d'enfant jouant au jeu au centre commercial de Seattle. Elle est choquée par le bruitage émis lorsqu'un piéton est écrasé, qui ressemble à « un horrible cri d'enfant ».
Les médium du pays ont pris le relai sur le "cri d'enfant" pour parler de sa violence gratuite tel que Newsweek, Playboy, National Enquirer, National Observer, Midnight, Stern, Weekend, CBC, BBC...
Bob Greene a consacré une chronique au jeu.
Le documentaire Decades a considéré l'interview  de Paul Jacobs, développeur chez Exidy, pour le magazine télévisé Weekend avec Lloyd Dobbins comme un événement important de l'année 1977.
Le Tucson Daily Citizen écrivit à propos de la violence du jeu : « si la poursuite de piétons sur un écran est insignifiante, ou si elle va encourager les enfants à renverser les personnes sur la route plus tard ? ». Dans le New York Times le Directeur National de Sécurité de l'époque répondit indirectement au Tucson Daily Citizen ceci : « Dans ce jeu, c'est le joueur qui fait le premier pas pour créer de la violence. Je suis sûr que la plupart des joueurs ne vont pas sauter dans leur voiture et cibler les piétons... Mais un sur mille ? Un sur un million ? Je frémis à l'idée ! Cela va être sanglant ».
Cette affaire poussa Ronnie Lamm, présidente du lobby conservateur Parent Teacher Association (PTA) de Long Island à devenir la figure de proue du  mouvement anti jeu vidéo en 1978.
Le fondateur d'Exidy, Pete Kaufmann et Paul Jacobs a déclaré avoir vendu 3.000 unités et à en vendre à l'étranger après l'afflux de commande dû à la pseudo-mauvaise presse. Les ventes totales se sont élevées à trois millions de dollars en incluant les jeux précédent la sortie de Death Race.
Toutefois, hormis le boost des ventes de bornes, la controverse poussa Exidy à embaucher du personnel de sécurité privé pour contrer les menaces d'attaque à la bombe, de mort et des lettres d'insultes.
De plus, les autres acteurs du jeu vidéo tel Nolan Bushnell se désolidarise : « Nous étions vraiment fâchés contre Death Race. Notre règle morale en interne ne nous permettait pas d'afficher de la violence contre des hommes. Vous pouviez faire sauter un char ou une soucoupe volante, mais vous ne pouviez pas tuer un être humain chez Atari ».

## Portage
En 1990, American Cartridge porte le jeu sur NES sans la permission de Nintendo (donc non licencié). Le développeur y inclut des innovations comme l'amélioration de son véhicule et l'utilisation d'armes.